# Lijst van beschermd erfgoed in Kelmis
Onderstaande tabel geeft een overzicht van het beschermd erfgoed in de gemeente Kelmis. Het beschermd erfgoed maakt deel uit van het cultureel erfgoed in België.
| Object | Bouwjaar/architect | Deelgemeente | Adres                       | Coördinaten                   | Nummer | Afbeelding |
| --- | ------------------ | ------------ | --------------------------- | ----------------------------- | ------ | --- |
| Kasteel Eyneburg of Emmaburg |                    |              | Chemin d'Emmaburg/Rizza Hof | 50° 42' 19" NB, 6° 0' 57" OL  | 31254  | Kasteel Eyneburg of Emmaburg |
| Lontzenerbachtal |                    |              | Schnellenberg/Rizza Hof     | 50° 41' 44" NB, 5° 59' 33" OL | 31056  | Lontzenerbachtal |
| Hof Hirtz (gevels en dak) |                    |              | Lütticher Straße 325        | 50° 42' 16" NB, 5° 59' 12" OL | 31256  | Hof Hirtz (gevels en dak) |
| Arbeiderswoning (gevels en dak) zonder zijn aanbouwen |                    |              | Bauweg 75                   | 50° 43' 19" NB, 6° 0' 19" OL  | 31257  | Arbeiderswoning (gevels en dak) zonder zijn aanbouwen |
| Sint-Rochuskapel en omgeving |                    |              | Rochuskapelle/Schnellenberg | 50° 42' 25" NB, 6° 0' 9" OL   | 31424  | Sint-Rochuskapel en omgeving |
| De Casinovijver en de afvalhopen |                    |              | Chemin d'Emmaburg           | 50° 42' 37" NB, 6° 0' 40" OL  | 32236  | De Casinovijver en de afvalhopen |
| delen van de "Häuser Penning", Lütticher Strasse 241 en 243 |                    |              | Lütticher Strasse 241 + 243 | 50° 42' 46" NB, 6° 0' 41" OL  | 31426  | delen van de "Häuser Penning", Lütticher Strasse 241 en 243 |
| voormalige bestuursgebouw van de Société des Mines et Fonderies de Zinc de la Vieille-Montagne (de gevels, dak en trap), sinds 2018 is Museum Vieille Montagne hierin gevestigd | 1910               |              | Lütticher Straße 280        | 50° 42' 41" NB, 6° 0' 31" OL  | 40373  | voormalige bestuursgebouw van de Société des Mines et Fonderies de Zinc de la Vieille-Montagne (de gevels, dak en trap), sinds 2018 is Museum Vieille Montagne hierin gevestigd |
| Evangelische kerk inclusief pastorie en begraafplaats in Neu-Moresnet |                    | Neu-Moresnet | Hasardstrasse               | 50° 42' 46" NB, 6° 0' 46" OL  | 31425  | Evangelische kerk inclusief pastorie en begraafplaats in Neu-Moresnet |